# OFK Muo
FK Muo, nogometni klub iz Mula, Crna Gora. 

## Povijest
Zamisao o osnivanju javila se sredinom 1960-ih godina među mladim entuzijastima. Inicijator i glavni pokretač svega bio je Vjekoslav Šubert. Ostvarenje projekta nadišlo je očekivanja. U samo dvije-tri godine osnovan je klub. Nadnevak osnutka je 6. studenoga 1968. godine. Osnovali su ga radnici, učenici, studenti i ribari, očija prosječna starost nije bila više od 21 godine. Klub se financirao uz pomoć mještana i skromnih pomoći sa strane, uz svestrano zalaganje i samoodricanje igrača i rukovodstva. Prvih se godina natjecao u kotorskom podsavezu protiv kotorskih Jugooceanije i Postire te Sloge iz Krtola. Pobijedili su u svih šest susreta i izborili kvalifikacije za Crnogorsku ligu te su ljeta 1969. i to uspjeli. Natjecali su se protiv etabliranih lokalnih klubova: Čelika iz Nikšića, Bokelja iz Kotora, Rudara iz Pljevalja, Arsenala iz Tivta i dr. Pomoć je klub dobivao od pristaša sa svih strana, u novcu ili u materijalu. Upamćena je pomoć posade motornog broda Banat. Ipak, klub je cijelo vrijeme mučio se s financijama. Izvješće s godišnje skupštine 29. ožujka 1974. isticalo je zadovoljstvo postignutim rezultatima s obzirom na okolnosti, ali i nezadovoljstvo zbog nerazumijevanja iz općine. Namjeravalo se osnovati i sekciju za vodene športove: vaterpolo, plivanje i veslanje, no sljedeća godišnja skupština nikad nije održana. Klub je "popucao po svim šavovima". Kad je obnavljan Dom kulture razneseni su dresovi i lopte, arhiva spaljena i tek je malu količinu građe uspio spasiti tajnik Šubert.